# Тамаш Кајдочи
Тамаш Кајдочи (мађ. Kajdocsi Tamas; Суботица, 12. април 1997) је најуспешнији репрезентативац Србије у дизању тегова, државни рекордер у дисциплинама преко 105/109 килограма.

## Каријера
Кајдочи је Олимпијским играма младих 2014. у Нанкинк освојио је сребрну медаљу. На Светском првенству за јуниоре 2016. освојио је бронзану медаљу. Члан је Клуба за дизање тегова Спартак из Суботице. Први тренер му је Стипан Верт, од 2019 његов тренер је Ервин Рожњик. Његов брат Тивадар такође се бави дизањем тегова.
Кајдочи је 2016. године постао први дизач тегова из Србије након 20 година који је је дошао до олимпијске квоте. Неколико националних савеза је било суспендовано због умешаности у допинг афере, а након суспензије руских такмичара је Светска федерација у дизању тегова доделила квоте другим земљама и Србија је била једна од њих, на основу резултата Кајдочија. Ипак, Олимпијски комитет Србије није прихватио позив и тиме му омогућио да дебитује на Олимпијским играма. Према речима Дамира Штајнера, извршног директора ОКС-а, извршни одбор је пре почетка квалификација у свим спортовима донео одлуку да не прихвата Б норме, нити релокације олимпијских виза.
Кајдошчи 2022 године на првенству Европе у Албанији подиже 226 килограма у избачају што је највећа икада подигнута килажа на територији Србије.

## Резултати
| Година | Такмичење                         | Дисциплина | Резултат | Пласман |
| ------ | --------------------------------- | ---------- | -------- | ------- |
| 2013.  | Светско првенство за младе        | +94 кг     | 300 кг   | 9.      |
| 2013.  | Европско првенство за младе       | +94 кг     | 317 кг   | 4.      |
| 2014.  | Европско првенство за младе       | +94 кг     | 340 кг   | 3.      |
| 2014.  | Светско јуниорско првенство       | +105 кг    | 340 кг   | 7.      |
| 2014.  | Олимпијске игре младих            | +85 kgкг     | 336 кг   | 2.      |
| 2014.  | Европско јуниорско првенство      | +105 кг    | 347 кг   | 3.      |
| 2015.  | Светско јуниорско првенство       | +105 кг    | 367 кг   | 6.      |
| 2015.  | Европско јуниорско првенство      | +105 кг    | 373 кг   | 3.      |
| 2016.  | Европско првенство                | +105 кг    | 385 кг   | 11.     |
| 2016.  | Светско јуниорско првенство       | +105 кг    | 387 кг   | 3.      |
| 2016.  | Европско јуниорско првенство      | +105 кг    | 398 кг   | 2.      |
| 2017.  | Европско првенство                | +105 кг    | 382 кг   | 11.     |
| 2017.  | Светско јуниорско првенство       | +105 кг    | 403 кг   | 3.      |
| 2017.  | Европско јуниорско првенство      | +105 кг    | 391 кг   | 3.      |
| 2017.  | Светско првенство                 | +105 кг    | 380 кг   | 15.     |
| 2018.  | Европско првенство                | +105 кг    | 380 кг   | 6.      |
| 2018.  | Светско универизитетско првенство | +105 кг    | 388 кг   | 1.      |
| 2018.  | Светско првенство                 | +109 кг    | 380 кг   | 16.     |
| 2019.  | Европско првенство                | +109 кг    | 385 кг   | 11.     |
| 2021.  | Европско првенство                | +109 кг    | 390 кг   | 12.     |
| 2022.  | Европско првенство                | +109 кг    | 403 кг   | 7.      |